# USS LST-781
O USS LST-781 foi um navio de guerra norte-americano da classe LST que operou durante a Segunda Guerra Mundial.